# Carlos Góngora
Carlos Góngora Mercado (n. Esmeraldas, Ecuador, 25 de mayo de 1989) es un boxeador ecuatoriano. 
Fue el Campeón del Mundo por la IBO desde el 18 de diciembre de 2020 hasta el 18 de diciembre de 2021.
Formó parte de la delegación ecuatoriana para los Juegos Olímpicos de Pekín 2008. Comenzó su carrera entrenando en la ciudad de Tena, provincia de Napo.
Tras su última victoria Góngora permanece invicto con una excelente marca de: 20-0-0.

## Palmarés
- 9.º puesto en el Campeonato Mundial de Boxeo 2007 en Chicago, Estados Unidos
- 1.º puesto en la Copa Romana 2006 en La Romana, República Dominicana
- 1.º puesto en el Golden Belt 2006 en Constanta, Rumania
- Campeón Sudamericano 2019. Título Feconsur de la WBA, al derrotar al peruano Jesús "La Bala" Avilés.
- Campeón mundial Peso Súpermediano de la OIB en diciembre de 2020.

## Participación en Pekín 2008
Carlos Góngora debutó en unos Juegos Olímpicos en la categoría 75 Kg el 9 de agosto del 2008 frente al boxeador alemán Konstantin Buga, a quién derrotó por un total de 14 a 7 puntos, clasificándose a Octavos de Final. Después, el 16 de agosto se enfrentó al griego Georgios Gazis, obteniendo el paso a Cuartos de final derrotándolo por un total de 12 a 1. Llegando a Cuartos de final se enfrentaría al hindú Vijender Kumar quien derrotó al ecuatoriano por un marcador de 9 a 4 puntos.